# Rivera Peaks
Rivera Peaks är en bergstopp i Antarktis. Den ligger i Västantarktis. Argentina, Chile och Storbritannien gör anspråk på området. Toppen på Rivera Peaks är 1 190 meter över havet.
Terrängen runt Rivera Peaks är huvudsakligen kuperad, men åt nordväst är den platt. Trakten är obefolkad. Det finns inga samhällen i närheten.